# 594 Mireille
594 Mireille
594 Mireille là một tiểu hành tinh ở vành đai chính. Nó được Wax Wolf phát hiện ngày 27.3.1906 ở Heidelberg và được đặt theo tên vở opera Mireille của Charles Gounod (Mirèio trong ngôn ngữ Provençal gốc), một truyện thơ của thi sĩ Frédéric Mistral, nguồn gợi hứng của vở opera nói trên